# Presença (DC Comics)
A Presença é um personagem fictício da editora DC Comics. A Presença é mostrada de várias formas, como por exemplo, A Mão, principal símbolo da criação da Existência e a divindade criadora de todas as coisas. A presença, cosmicamente falando, é superior a todos. Ninguém se encontra acima dela.

## A Voz
Literalmente a "Voz de Deus", que dizia a Jim Corrigan quem eram os pecadores e as vitimas.

## A Mão
Primeira imagem de existência da criação, uma mão escura com um número incontáveis de estrelas, como uma galáxia, em sua palma. Primeiramente vista por Krona, causando a criação do Multiverso Pré-Crise e do Universo de Antimatéria Pré-Crise. Foi revelado que a figura da mão na verdade era a mão do Antimonitor.

## A Fonte
A Fonte representa a força divina criadora do cosmos no universo. Foi criada pelo autor Jack Kirby em 1971 para figurar nas histórias dos personagens de seu Quarto Mundo que reuniam as revistas: Mister Miracle (Senhor Milagre), New Gods (Novos Deuses), Forever People (Povo da Eternidade) e Superman's Pal Jimmy Olsen (Jimmy Olsen, o amigo do Superman).
Os personagens principais dessas histórias foram os Novos Deuses, seres super-poderosos e imortais divididos em dois mundos: Nova Gênese e Apokolips. De todos os Novos Deuses apenas Izaya, o Pai Celestial tem contato telepático direto com a fonte, e comandava Nova Gênese com base nos conselhos que a Fonte lhe dava. 
Ela profetisa eventos futuros de desastres, ou não.
A Fonte é geralmente representada como uma Muralha gigantesca formada pelos corpos de Deuses mortos há muito tempo. Quando você morre retorna a fonte.
Sua localização no espaço profundo é conhecida por poucos, mas já se sabe que é impossível chegar lá pelos meios de viagem interestelares convencionais. Vários já tentaram ou mesmo alcançaram A Fonte em algum momento. Metron, o pesquisador dos Novos Deuses, por causa de sua eterna busca por conhecimento. Darkseid, o tirano de Apokolips, em busca de sua equação antivida, até mesmo Lex Luthor alcança A Fonte num episódio do desenho Liga da Justiça Sem Limites, e recentemente Batman a alcança e se torna um novo deus dentro do universo DC.
Uma representação física da fonte surge na minissérie que precede Crise Final chamada A Morte dos Novos Deuses onde revela que havia sido dividida em duas, separadas pela muralha da fonte, por culpa dos Velhos Deuses, e foi impedida de se unificar por causa dos eventos mostrados em Crise nas Infinitas Terras, para se restaurar ela decide criar um quinto mundo e eliminar os falhos Novos Deuses que viviam até aquele momento.

## Yahweh
Representação do Deus Judaico e Cristão mencionado principalmente nas revistas da Vertigo como Sandman e Lucifer, nessa Yahweh (Ou Javé) é o criador do universo e multiverso, ele é tido como o Deus das Três principais religiões monoteístas, o Judaísmo, o Cristianismo e o Islamismo além disso, ele á tido como onipotente, onisciente e onipresente no sentido literal, seu nome está escrito em todos os átomos da criação o tornando o ser mais poderoso do universo, multiverso e até omniverso, ao fim da série ele abandona o universo e por fim, por intermédio de Lucifer acaba deixando sua neta Elaine Belloc tomar seu lugar na criação temporariamente até seu retorno. 